# Monette Martinet
Pour les articles homonymes, voir Martinet.
Monette Martinet, née Simone Keim en 1915 et morte en 2011, est une philosophe des sciences française.

## Biographie
Issue d'une famille de « petits industriels juifs d’origine alsacienne », Simone France Keim naît le 3 mars 1915 à Paris. Elle fait ses études secondaires au lycée Lamartine, puis intègre les classes préparatoires du lycée Henri-IV ; élève de Michel Alexandre et d'Alain, elle s'y lie avec Madeleine Herr et Renée Charleux et y fait l'acquisition du grec ancien. Admise en 1937 à l'École normale supérieure, elle fait partie des 41 élèves féminines reçues avant que le concours ne leur soit interdit en 1939. Elle témoignera plus tard d'un sentiment d'exclusion à l'ENS, en raison notamment de l'exclusion du réfectoire aux femmes. Elle échoue en revanche à l'agrégation féminine de philosophie en 1940.
Réfugiée en zone libre et écartée de l'enseignement du fait du statut des Juifs, elle est embauchée chez SVP, où elle rédige « des discours et des corrigés de dissertations, de thèmes et de versions ». En 1942, elle épouse le médecin et militant Jean-Daniel Martinet, avec qui elle aura deux enfants et qui mourra en 1976.
Devenue enseignante au lycée de Chartres à l'issue de la guerre, elle réussit l'agrégation de philosophie au 4e rang en 1949. En conflit avec l'Inspection générale de philosophie, elle choisit de rejoindre l'enseignement primaire, puis l'École normale d'Évreux. Elle est ensuite affectée, de 1954 à 1961, comme secrétaire générale de l'École normale supérieure de Fontenay-aux-Roses sous la direction de Louise Maugendre. Elle y est aussi chargée de la formation des inspectrices et de la préparation aux CAPES et agrégation de philosophie, assurant une formation théorico-pratique ponctuée d'interventions extérieures en pédagogie et psychologie. De 1961 à 1967, elle occupe un poste de maître-assistante à Fontenay, organisant des conférences de Martial Guéroult dont elle est proche.
Elle devient ensuite chargée de recherche au Centre national de la recherche scientifique en 1969.
Liée avec son mari à Messali Hadj et Natalia Sedova, elle côtoie en sa compagnie les milieux engagés aussi bien que le corps médical. Elle participe aux réunions Groupe des dix, sans y prendre la parole.
Elle meurt le 3 septembre 2011 à l'hôpital Broca, âgée de 96 ans.

## Travaux
Michèle Le Dœuff souligne que du fait de son penchant pour l'érudition, elle a peu publié.
Outre une traduction en 1939 de Chrysippe de Soles qui reçoit les éloges de René Guastalla, elle fait toutefois paraître des années 1970 à 1990 quelques articles intéressant la physique cartésienne, traitée « de façon conceptuelle, institutionnelle et biographique », notamment « Le rôle du problème de la lumière dans la construction de la science cartésienne » (XVIIe siècle, 1982) et « Science et hypothèses chez Descartes » (Archives internationales d’histoire des sciences, 1974).
Elle est par ailleurs l'autrice d'un ouvrage d'introduction à l'œuvre d'Henri Wallon, prolongement de son intérêt pour les questions de pédagogie et de psychologie, resté pour Étienne Balibar « l'une des meilleures interprétations de ce qui confère sa systématicité et son originalité à la pensée de l'auteur ». Selon le même, on peut y trouver la « recherche d'une théorie aussi peu dogmatique que possible de la formation de la conscience de soi par la réflexion et l'exercice de la raison insérée dans l'expérience sociale ».

## Ouvrages
- Avec Pierre Costabel, Quelques savants et amateurs de science au XVIIe siècle, Paris, Société française d'histoire des sciences et des techniques, coll. « Cahiers d'histoire et de philosophie des sciences », 1986 (ISBN 2-905-746-03-3), chap. 14.
- Théorie des émotions : introduction à l'œuvre d'Henri Wallon, Paris, Aubier-Montaigne, coll. « Analyse et Raisons » (no 17), 1972 (BNF 36955232).